# استرابری، شهرستان مارین، کالیفرنیا
استراوبری مین کانتی (به انگلیسی: Strawberry) یک منطقهٔ مسکونی در ایالات متحده آمریکا است که در شهرستان مارین، کالیفرنیا واقع شده‌است. استراوبری مین کانتی ۳٫۴۵۰ کیلومتر مربع مساحت و ۵٬۳۹۳ نفر جمعیت دارد و ۶۸ متر بالاتر از سطح دریا واقع شده‌است.